# Sylvain Armand
Sylvain Armand (Saint-Étienne, 1 augustus 1980) is een Franse professionele voetballer. De verdediger speelt sinds het seizoen 2003/04 voor eerstedivisionist Paris Saint-Germain, waar hij in juli 2009 bijtekende tot en met 2011/12.
Geboren in Saint-Étienne, was het logisch dat zijn carrière begon bij het lokale AS Saint-Étienne, in 1994. Hij verhuisde naar Clermont Foot in 1999, waar hij voor het eerst op het hoogste niveau uitkwam. Zijn goede spel leverde in 2000 een transfer op naar subtopper FC Nantes, waarmee hij in 2001 het landskampioenschap won. Samen met zijn ploeggenoot Mario Yepes verhuisde hij in 2004 weer naar Paris-Saint Germain. Met de club uit Parijs won hij in 2006 de Coupe de France.

## Erelijst
FC Nantes
- Frans landskampioen

2001
 Paris Saint-Germain
- Coupe de France

2006